# Boischatel
Boischatel ist eine Gemeinde im Süden der kanadischen Provinz Québec. Sie liegt in der Verwaltungsregion Capitale-Nationale, etwa 15 km nordwestlich des Zentrums der Provinzhauptstadt Québec. Boischatel gehört zur regionalen Grafschaftsgemeinde (municipalité régionale du comté) La Côte-de-Beaupré, hat eine Fläche von 20,45 km² und zählt 7587 Einwohner (Stand: 2016).

## Geographie
Boischatel liegt am Nordufer des Sankt-Lorenz-Stroms am Fuße der Laurentinischen Berge. Der Großteil der Besiedlung (die mit jener der Nachbarstadt Québec zusammengewachsen ist) befindet sich dabei auf einem erhöht liegenden Plateau mit steilen Flanken, rund 80 bis 120 Höhenmeter über dem schmalen Uferstreifen. Der Rivière Montmorency bildet die westliche Gemeindegrenze; kurz vor seiner Mündung in den Sankt-Lorenz-Strom ergießt er sich über den 83 m hohen Montmorency-Fall.
Nachbargemeinden sind Québec im Westen, Sainte-Brigitte-de-Laval im Norden, L’Ange-Gardien im Osten und Saint-Pierre-de-l’Île-d'Orléans im Süden.

## Geschichte
Das Gemeindegebiet gehörte ursprünglich zu L’Ange-Gardien. Aufgrund der Nähe zum Montmorency-Fall trug er den Namen Le Sault. Die Eröffnung eines Kraftwerks am Wasserfall Ende des 20. Jahrhunderts führte zur Gründung mehrerer Industriebetriebe dem Flussufer entlang. Auf dem Plateau wurde 1874 der Club de Golf Royal Québec gegründet. Um diesen renommierten Golfclub herum entstand eine Siedlung. Im Jahr 1920 erfolgte die Gründung der Gemeinde Saint-Jean-de-Boischatel (1991 zu Boischatel verkürzt). Der Ortsname soll an den 1760 verstorbenen Offizier Jean-Baptiste-François de Boschâtel erinnern, andererseits entspricht er dem damaligen romantischen Zeitgeist. Seit 2002 gehört Boischatel zum Zweckverband Communauté métropolitaine de Québec.

## Bevölkerung
Gemäß der Volkszählung 2011 zählte Boischatel 6.465 Einwohner, was einer Bevölkerungsdichte von 308,9 Einw./km² entspricht. 98,0 % der Bevölkerung gaben Französisch als Hauptsprache an, der Anteil des Englischen betrug 0,9 %. Als zweisprachig (Französisch und Englisch) bezeichneten sich 0,3 %, auf andere Sprachen und Mehrfachantworten entfielen 0,8 %. Ausschließlich Französisch sprachen 67,9 %. Im Jahr 2001 waren 96,5 % der Bevölkerung römisch-katholisch, 0,2 % protestantisch und 3,2 % konfessionslos.

## Verkehr
Entlang dem schmalen Uferstreifen am Sankt-Lorenz-Strom verläuft die Route 138. Diese überregionale Hauptstraße führt von der Stadt Québec aus mehrere hundert Kilometer weit bis in die Region Côte-Nord. Die Bahnlinie zwischen Québec und La Malbaie wird für den Güterverkehr genutzt sowie von einigen touristischen Personenzügen befahren. Der Hauptteil der Siedlung ist über Nebenstraßen erreichbar und wird durch eine Buslinie der Réseau de transport de la Capitale erschlossen.